# Persoonia helix
Persoonia helix (лат.) — кустарник, вид рода Персоония (Persoonia) семейства Протейные (Proteaceae), эндемик юго-запада Западной Австралии. Прямостоячий или раскидистый куст с опушёнными молодыми веточками, скрученными листьями и ярко-жёлтыми цветками.

## Ботаническое описание
Persoonia helix — прямостоячий или раскидистый куст высотой 0,4-2,8 м с гладкой корой и ветвями, опушёнными в течение первых 2-3 лет. Листья расположены поочерёдно, в основном линейные, длиной 20-60 мм и шириной 1,5-4 мм; скручены до шести полных оборотов. Цветки расположены поодиночке или группами до пяти вдоль цветоноса длиной до 25 мм, который обычно после цветения перерастает в листовой побег. Цветок находится на цветоножке 3-6 мм в длину. Листочки околоцветника ярко-жёлтые, длиной 8-11 мм с ярко-жёлтыми пыльниками, которые изгибаются наружу около их кончиков. Цветение происходит с ноября по декабрь или с января по февраль. Плод представляет собой гладкую овальную костянку 7-9,5 мм в длину и 4,5-7 мм в ширину.

## Таксономия
Впервые вид был официально описан Питером Уэстоном в 1994 году в журнале Telopea по образцам, собранным Фредом Лалфитцем около города аэропорта Форрестания в 1964 году.

## Распространение и местообитание
P. helix — эндемик Западной Австралии. Растёт в пустошах и лесах в районе между Калгурли, Хайденом, Равенсторпом и Салмон-Гамс в биогеографических регионах Кулгарди, Эсперанс-Плейнс и Малли.

## Охранный статус
Вид классифицируется как «не находящийся под угрозой исчезновения» Департаментом парков и дикой природы Западной Австралии.